# 岡本伸之
岡本 伸之（おかもと のぶゆき、1941年8月30日 - ）は、日本の観光学者。帝京大学経済学部教授、立教大学名誉教授。ホスピタリティマネジメントを専門とするほか、日本における観光教育の充実をライフワークとし、立教大学において、日本の4年制大学としては初のケースとなる観光学部の設置に尽力した。日本観光ホスピタリティ教育学会会長。

## 経歴
- 山口県出身[1]
- 1964年3月 - 立教大学社会学部社会学科卒業
- 1964年4月 - 立教大学社会学部副手
- 1966年3月 - 立教大学社会学研究科応用社会学専攻修士課程修了，社会学修士
- 1966年4月 - 立教大学社会学部助手
- 1968年4月 - 立教大学観光研究所専任所員
- 1970年6月 - ミシガン州立大学経営大学院ホテル経営学専攻修士課程修了，MBA
- 1974年4月 - 立教大学社会学部観光学科助教授
- 1981年4月 - 教授
- 1984年4月～1985年3月 - ミシガン州立大学経営学部ホテル経営学科客員準教授
- 1994年4月～1997年3月 - 立教大学観光学部設置準備室長
- 1998年4月～2007年3月 - 観光学部観光学科教授，大学院観光学研究科教授
- 1998年4月～2002年3月 - 観光学部長，大学院観光学研究科委員長
- 2007年3月 - 立教大学定年退職
- 2007年4月 - 立教大学名誉教授、帝京大学経済学部教授

## 著書
- 『現代ホテル経営の基礎理論』（単著，柴田書店，1979年）
- 『現代観光論』（共同執筆，有斐閣，1974年）
- 『観光概論』（共同執筆，学文社，1978年）
- 『ホテル産業界』（共著，教育社，1985年）
- 『ホテル旅館の活力経営』（共著，日本商工経済研究所，1985年）
- 『現代ホテル旅館経営全集』（編著，同朋舎出版，1985年）
- 『列島ホテル戦争』（単著，日本経済新聞社，1987年）
- 『ホテル経営を考える』（編著，実教出版，1993年）